# Ma'at

Ma'at

Ma'at var en gudinna i egyptisk mytologi som personifierade begreppen sanning, rättvisa och ordning. Hon vägde sanningens fjäder mot de avlidnas själar och de som tyngdes av synd slukades av vidundret Ammit medan de andra gavs tillträde till dödsguden Osiris paradis.
Hon sägs ha kommit och hemsökt folket i Egypten en gång per år, för att testa deras värderingar (likt att väga deras karma). Ma'at var en förnuftig vis gudinna och hon ville visa sitt ljus för folket och skapa balans genom rättvisa.
Hon porträtterades som en bevingad kvinna med fjäderprytt huvud. I mytologin uppges hon vara dotter till solguden Ra, men hon är en äldre gudinna. Hon var hustru till Thot. Eftersom hon stod för stabiliteten i samhället vördades hon av faraonerna, och som dotter till de högsta gudarna respekterades hon av hela det egyptiska Pantheon.
Mayet gestaltades med en strutsfjäder på huvudet, och ibland representerades hon med bara denna symbol. Hon avbildades ofta som uppstigen från urvattnet till Ras solbåt eller som sittande i denna båt.
Ma'at var även ett begrepp eller en princip som tänktes styra all etik, politik och kosmisk utveckling.